# بوب ولز
بوب ولز (بالإنجليزية: Bob Wells)‏ هو لاعب كرة قاعدة أمريكي، ولد في 1 نوفمبر 1966 في ياكيما في الولايات المتحدة.

## وصلات خارجية
- بوب ولز على موقعبيزبول رفرنس.كوم (الدوري الرئيسي) (الإنجليزية)
- بوب ولز على موقعبيزبول رفرنس.كوم (الدوري الثانوي) (الإنجليزية)